# ایجی
ایجی (به فرانسوی: Agey) یک کمون در فرانسه است که در Canton of Sombernon واقع شده‌است.

## خصوصیات
ایجی ۸٫۴۲ کیلومترمربع مساحت و ۲۶۸ نفر جمعیت دارد و ۳۱۶ متر بالاتر از سطح دریا واقع شده‌است.